# Nhà thờ chính tòa Xã Đoài

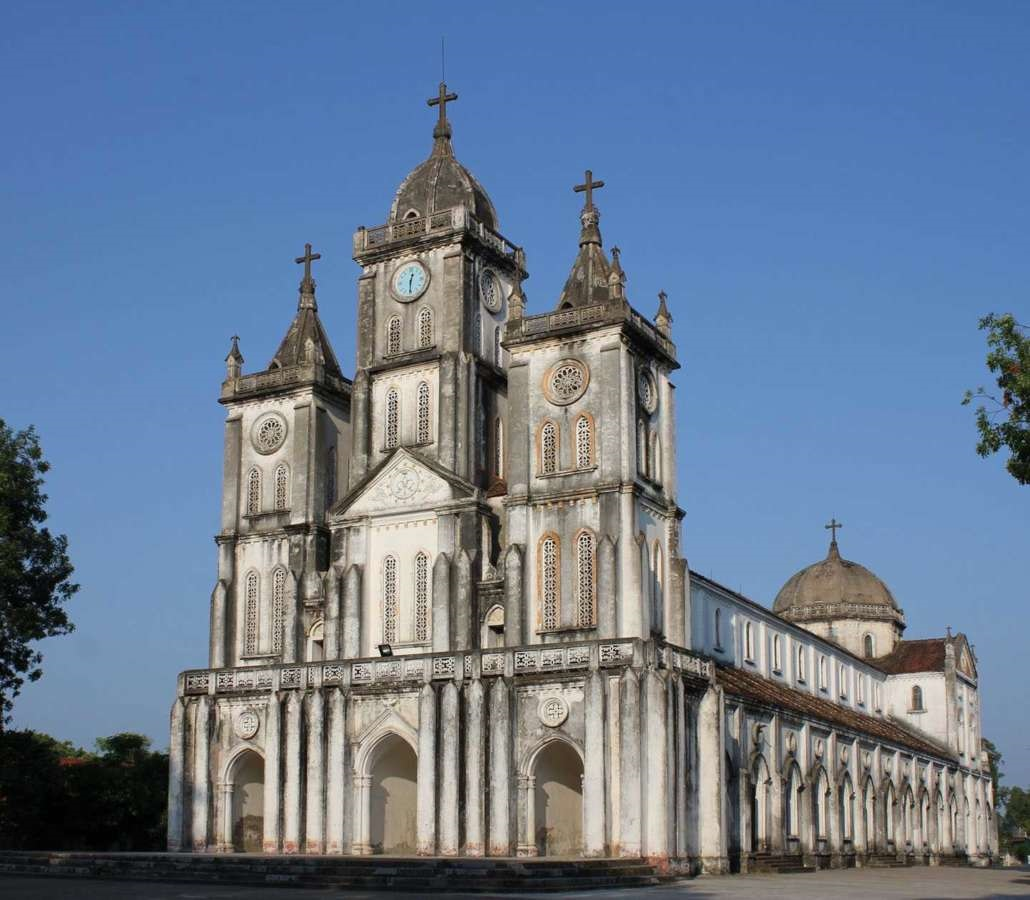
Nhà thờ Chính tòa Xã Đoài (ảnh chụp năm 2021)

Nhà thờ chính tòa Xã Đoài (tên chính thức: Nhà thờ chính tòa Đức Mẹ Lên Trời) là nhà thờ chính tòa của Giáo phận Vinh, tọa lạc tại xã Nghi Lộc, tỉnh Nghệ An. Nhà thờ này được xây dựng từ năm 1846, cung hiến lần đầu năm 1979 và cung hiến trọng thể vào năm 2014. Đây là một trong những nhà thờ lớn và cổ xưa của giáo phận Vinh. Nhà thờ chính tòa Xã Đoài cách thành phố Vinh 8 km và cách Hà Nội 283 km.
Nhà thờ đã xuống cấp sau hơn 40 năm xây dựng. Tháng 9 năm 2023, nhà thờ cũ đang được dỡ bỏ và tiến hành thi công nhà thờ mới.